# 스타스페셜 생각난다
스타스페셜 생각난다는 2005년 10월 24일부터 2006년 4월 24일까지 MBC에서 방영된 예능프로그램이다.

## 기획 의도
스타의 화려한 모습뿐만 아니라 알려지지 않은 숨은 인연을 통해 스타의 진솔한 인간적인 부분까지 다루는 토크 버라이어티 프로그램이다.

## 진행자
- 박수홍
- 조혜련